# 費南多·帕馬
費南多帕馬（費南多，Fernando Palma，1993年2月10日—）是一名宏都拉斯藝人、演员，模特兒。 費南多是土生土長宏都拉斯人，但他也是名混血兒，父親來自義大利，母親為宏都拉斯人。

## 生活
費南多在2017年獲得元智大學的工業工程與管理碩士學位。透過軟實力的外交費南多成為宏都拉斯的文化大使在台灣。他作為年輕的拉丁美洲人在台灣社會中的影響。他2019年登上過富比士雜志。

## 外部連結
- 費南多帕馬的Facebook專頁
- 費南多帕馬的Instagram帳戶